# تپه ژیان (گیان)
تپه ژیان (گیان) مربوط به هزاره ۵ تا ۴ قبل از میلاد است و در شهرستان نهاوند، روستای گیان واقع شده و این اثر در تاریخ ۲۴ شهریور ۱۳۱۰ با شمارهٔ ثبت ۳۶ به‌عنوان یکی از آثار ملی ایران به ثبت رسیده است.